# De verloren zoon (Klami)
De verloren zoon is toneelmuziek gecomponeerd door Uuno Klami. De muziek is geschreven als bijdrage aan de uitvoeringen van Marin Drzics komedie, met een eerste uitvoering op 6 april 1945. Zoals wel vaker het geval met toneelmuziek als deze verdween de muziek na de uitvoeringen in een kast en / of kist. Men meende lang dat de muziek verloren was, totdat componist Kalevi Aho de muziek in 2000 terugvond. De partituur bevatte een aantal liederen met pianobegeleiding met inleiding en slot.
De altist en componist Eero Kesti instrumenteerde het geheel en nam het in 2001 op met zijn Kymi Sinfonietta, de muziek is opvallend vrolijk voor Klami.

## Delen
1. De prelude tot de eerste akte (I näytoksen alkusoitto) / Allegro giocoso, modo di marcia militaire
2. Madrigaal I (Madrigali I);
3. De prelude tot de tweede akte (II näytoksen alkusoitto) / Grave
4. Serenade (Serenaadi)
5. De prelude tot de derde akte (III näytoksen alkusoitto) / Allegretto mosso
6. Madrigaal II (Madrigali II).

## Orkestratie
- bariton voor de madrigalen en serenade.
- dwarsfluit, klarinet, piano;
- violen, altviolen, celli, contrabassen

## Discografie
- Uitgave Alba Records Oy : Kymi Sinfonietta onder leiding van Juha Nikkola met bariton Jorma Hynninen

## Bron
- de compact disc
- FIMIC; Finse muziekorganisatie